# La Réorthe
La Réorthe é uma comuna francesa na região administrativa da Pays de la Loire, no departamento de Vendéia. Estende-se por uma área de 23,88 km². Em 2010 a comuna tinha 1 121 habitantes (densidade: 46,9 hab./km²).